# ژان سباستین باکس
ژان سباستین باکس (انگلیسی: Jean-Sébastien Bax؛ زادهٔ ۵ اکتبر ۱۹۷۲) بازیکن فوتبال اهل فرانسه است.
از باشگاه‌هایی که در آن بازی کرده‌است می‌توان به اشاره کرد.
وی همچنین در تیم ملی فوتبال موریس بازی کرده‌است.